# ショート・ショーツ
「ショート・ショーツ」（Short Shorts）は、アメリカ合衆国のロイヤル・ティーンズ（The Royal Teens）が1958年に発表した楽曲。シングルとして全米チャート最高3位を記録した。

## 解説
1957年の夏、当時10代だったボブ・ゴーディオとトム・オースティンは、オースティン所有の1957年型フォードフェアレーン500に乗って、ニュージャージー州バーゲンフィールドをドライブしながら、自分たちのロイヤルズというバンドのための曲にどのような名前をつけようか考えていた。ちょうどそのとき、大胆に短くカットされたジーンズを履いてワシントンアベニューを歩いている2人の少女を見て、ゴーディオとオースティンはお互いを見合い、新しい曲の斬新なアイデアを思いついた。マンハッタンのベルサウンドスタジオで、オースティンがドラム、ゴーディオがピアノ、ビリー・ダルトンがギター、ビリー・クランドルがサックスを担当し、才能あふれる若手女性歌手のダイアナ・リーがボーカルを担当し、ロイヤル・ティーンズと改名したバンドがレコーディングしたこの曲は、一夜にして成功を収めた。
日本では、テレビ朝日系列で2023年まで放送されていたテレビ番組『タモリ倶楽部』のオープニング・エンディング曲に使用されていた。